# Paquitas (álbum de 1997)
Paquitas é o quarto e último álbum de estúdio das assistentes de palco e girl group Paquitas, então formado por Andrezza Cruz, Bárbara Borges, Caren Daniela, Diane Dantas, Gisele Delaia, Graziella Schmitt e Vanessa Amaral. As canções mais conhecidas são "Mar de Rosas", "Vem Dançar Comigo" (regravação da canção da apresentadora Xuxa) e "Planeta Dance". Além de ser o segundo e último álbum feito por esta mesma formação, é também o último do grupo. Mesmo tendo sido extinto em 2002 com o término do programa Planeta Xuxa em que eram assistentes de palco, a quarta e última formação das Paquitas com as integrantes Daiane Amêndola, Gabriela Ferreira, Joana Mineiro, Lana Rodes, Letícia Barros, Monique Alfradique, Stephanie Gulin e Thalita Ribeiro, não chegou a gravar nenhum álbum. Obteve aproximadamente 100 mil cópias vendidas.

## Faixas
| N.º            | Título                | Compositor(es)                                             | Duração |  |
| 1.             | "Não Se Reprima"      | C. Villa A. Monroy E. Diaz Carlos Colla                    | 3:25    |  |
| 2.             | "Planeta Dance"       | César Lemos Karla Aponte Marcelo Azevedo                   | 4:18    |  |
| 3.             | "Maria Fumaça"        | Alvaro Socci Cláudio Matta                                 | 3:29    |  |
| 4.             | "Vem Dançar Comigo"   | Zé Henrique Val Martinho Robertinho do Recife Ángel Mattos | 3:57    |  |
| 5.             | "Sou Rebelde"         | M. Alejandro P. Coelho                                     | 3:46    |  |
| 6.             | "Se Existe Alguém"    | Holland Garret Bateman Norman Rayssa Ravel                 | 2:35    |  |
| 7.             | "Mar de Rosas"        | Joe South Rossini Pinto                                    | 3:49    |  |
| 8.             | "Não Dá Pra Esconder" | Socci Matta                                                | 4:04    |  |
| 9.             | "Forró da Xuxa"       | Henrique Mattos                                            | 3:15    |  |
| 10.            | "Diário"              | Socci Matta Vivian Perl                                    | 3:46    |  |
| 11.            | "Primeira e Única"    | Henrique Kátia Pereira Barros                              | 3:57    |  |
| Duração total: | Duração total:        | Duração total:                                             | 40:21   |  |

## Vendas e certificações
| Região | Certificação | Vendas/distribuição |
| --- | ------------ | ------------------- |
| Brasil |              | 65.000              |
| *vendas baseadas apenas na certificação ^distribuições baseadas apenas na certificação xdistribuições não-especificadas baseadas apenas na certificação |              |                     |